# 1349 (zespół muzyczny)
1349 – norweski zespół blackmetalowy, założony w 1997 roku w Oslo. We wczesnym okresie jako gitarzysta grał w zespole Balfori, który opuścił zespół zasilając szeregi grupy Lunaris. Kiedy grupa Alvheim przestała istnieć, kilku członków zespołu postanowiło utworzyć nową blackmetalową grupę, 1349. Zespół zwrócił szczególną uwagę fanów black metalu ze względu na dobrze znanego perkusistę Frosta z grupy Satyricon. Po wydaniu debiutanckiej EP 1349 przez wytwórnię Holycaust w 2001 r. po dwóch latach nadszedł czas na płytę długogrającą Liberation, jeden z ważniejszych albumów tego gatunku, wydany przez wytwórnię Candlelight. Nazwa zespołu – 1349 – to rok, w którym czarna śmierć dotarła do Norwegii.

## Muzycy
Obecny skład zespołu
- Olav „Ravn” Bergene – wokal prowadzący (od 1997), perkusja (1997-2000)
- Idar „Archaon” Burheim – gitara rytmiczna, gitara prowadząca (od 1999)
- Tor Risdal „Seidemann” Stavenes – gitara basowa (od 1997)
- Kjetil-Vidar „Frost” Haraldstad – perkusja (od 2000)

Byli członkowie zespołu
- Lars „Balfori” Larsen – gitara rytmiczna, gitara prowadząca (1997-1998)
- André „Tjalve” Kvebek – gitara rytmiczna, gitara prowadząca (1997-2006)

Muzycy koncertowi
- Jon „The Charn” Rice – perkusja (od 2012)
- Tony Laureano – perkusja (2006-2007, 2010)
- Mads Hardcore – perkusja (2007-2008)
- Morten Bergeton „Teloch” Iversen – gitara rytmiczna, gitara prowadząca (2006-2007)
- Thor Anders „Destructhor” Myhren – gitara rytmiczna, gitara prowadząca (2008)
- Tony „Secthdamon” Ingebrigtsen – gitara rytmiczna, gitara prowadząca (2009)

## Dyskografia
| 2003                           | Liberation - Data: 15 lutego 2003 - Wydawca: Candlelight Records                   | –  |
| 2004                           | Beyond the Apocalypse - Data: 4 maja 2004 - Wydawca: Candlelight Records           | –  |
| 2005                           | Hellfire - Data: 24 października 2005 - Wydawca: Candlelight Records               | –  |
| 2009                           | Revelations of the Black Flame - Data: 25 maja 2009 - Wydawca: Candlelight Records | –  |
| 2010                           | Demonoir - Data: 26 kwietnia 2010 - Wydawca: Indie Recordings                      | 32 |
| 2014                           | Massive Cauldron of Chaos - Data: 29 września 2014 - Wydawca: Indie Recordings     | –  |
| 2019                           | The Infernal Pathway - Data: 18 października 2019 - Wydawca: Season of Mist        | –  |
| „–” pozycja nie była notowana. |                                                                                    |    |

| Rok  | Tytuł                                                                      |
| ---- | -------------------------------------------------------------------------- |
| 2001 | 1349 - Data: 15 lutego 2001 - Wydawca: Holycaust Records                   |
| 2009 | Maggot Fetus... Teeth like Thorns - Data: 15 maja 2009 - Wydawca: Tanglade |

| Rok  | Tytuł                                                                     |
| ---- | ------------------------------------------------------------------------- |
| 1998 | Demo - Data: 1998 - Wydawca: brak (wydanie własne)                        |
| 1999 | Chaos Preferred - Data: 10 sierpnia 1999 - Wydawca: brak (wydanie własne) |

| Rok  | Tytuł |
| ---- | --- |
| 2011 | Hellvetia Fire – The Official 1349 Bootleg (DVD) - Data: 24 października 2011 - Wydawca: Candlelight Records |

## Nagrody i wyróżnienia
| Rok  | Kategoria | Tytułem                   | Nagroda          | Nota      | Źródło |
| ---- | --------- | ------------------------- | ---------------- | --------- | ------ |
| 2014 | Metal     | Massive Cauldron of Chaos | Spellemannprisen | Nominacja | [ 6 ]  |